# Юнона-2
Юнона-2 (англ. Juno II) — американская ракета-носитель, дальнейшее развитие ракеты Юнона-1, от которой унаследован блок верхних ступеней. Однако в качестве первой ступени вместо ракеты «Редстоун» использована более мощная ракета «Юпитер».

## История запусков
| Список запусков ракет «Юнона-2» | Список запусков ракет «Юнона-2» | Список запусков ракет «Юнона-2» | Список запусков ракет «Юнона-2» | Список запусков ракет «Юнона-2» | Список запусков ракет «Юнона-2» | Список запусков ракет «Юнона-2»                                                       |
| № Запуска                       | Дата (UTC)                      | Номер ракеты                    | Стартовая площадка              | Полезная нагрузка               | Результат                       | Примечания                                                                            |
| ------------------------------- | ------------------------------- | ------------------------------- | ------------------------------- | ------------------------------- | ------------------------------- | ------------------------------------------------------------------------------------- |
| 1                               | 6 декабря 1958 года             | AM-11                           | LC-5                            | Пионер-3                        | Частичный успех                 | Преждевременное завершение работы первой ступени.                                     |
| 2                               | 3 марта 1959 года               | AM-14                           | LC-5                            | Пионер-4                        | Успех                           |                                                                                       |
| 3                               | 16 июля 1959 года               | AM-16                           | LC-5                            | Эксплорер-6 (С-1)               | Провал                          | Потеря контроля на 5-й секунде полёта.                                                |
| 4                               | 14 августа 1959 года            | AM-19B                          | LC-26B                          | Beacon 2                        | Провал                          | Преждевременное завершение работы первой ступени. Потеряна связь с верхними ступенями |
| 5                               | 13 октября 1959 года            | AM-19A                          | LC-5                            | Эксплорер-7                     | Успех                           |                                                                                       |
| 6                               | 23 марта 1960 года              | AM-19C                          | LC-26B                          | Эксплорер С-46                  | Провал                          | Не сработала 3-я ступень                                                              |
| 7                               | 3 ноября 1960 года              | AM-19D                          | LC-26B                          | Эксплорер-8                     | Успех                           |                                                                                       |
| 8                               | 25 февраля 1961 года            | AM-19F                          | LC-26B                          | Эксплорер-10                    | Провал                          | Не сработала 3-я ступень                                                              |
| 9                               | 27 апреля 1961 года             | AM-19E                          | LC-26B                          | Эксплорер-11                    | Успех                           |                                                                                       |
| 10                              | 24 мая 1961 года                | AM-19G                          | LC-26B                          | Эксплорер-12 (С-45А)            | Провал                          | Не сработала 2-я ступень.                                                             |